# Rio Saale
O Saale é um rio que fica na Alemanha. É um afluente do rio Elba e nasce na Baviera. Tem 413 km de comprimento e nasce a 728 metros de altitude. Debita em média 115 m³/s e percorre, além da Baviera, os estados de Saxónia-Anhalt e Turíngia. As cidades mais importantes que banha são Jena e e Halle (Saale).

## Municípios atravessados
Percorre, da nascente até à foz, os municípios alemães de: Zell – Sparneck – Weißdorf – Seulbitz – Förbau – Schwarzenbach an der Saale – Fattigau – Oberkotzau – Hof – Brunnenthal – Saalenstein – Joditz – Landesgrenze Bayern/Thüringen – Hirschberg – Sparnberg – Rudolphstein – Blankenberg – Blankenstein – Harra – Saaldorf – Saalburg – Poeritzsch – Gräfenwarth – Burgk – Walsburg – Ziegenrück – Neidenberga – Hohenwarte – Eichicht – Kaulsdorf – Fischersdorf – Weischwitz – Reschwitz – Breternitz – Saalfeld – Schwarza – Volkstedt – Rudolstadt – Catharinau – Kolkwitz – Weißen – Uhlstädt – Rückersdorf – Zeutsch – Niederkrossen – Orlamünde – Freienorla – Großeutersdorf – Kleineutersdorf – Kahla – Großpürschütz – Jägersdorf – Rothenstein – Maua – Lobeda – Jena – Zwätzen – Porstendorf – Dornburg – Dorndorf-Steudnitz – Wichmar – Camburg – Tümpling – Großheringen – Kleinheringen – Landesgrenze Thüringen/Sachsen-Anhalt – Stendorf – Saaleck – Bad Kösen – Naumburg – Schellsitz - Schönburg – Eulau – Goseck – Leißling – Lobitzsch – Uichteritz – Markweben – Weißenfels – Dehlitz – Schkortleben – Kleinkorbetha – Großkorbetha – Oebles-Schlechtewitz – Wengelsdorf – Bad Dürrenberg – Kröllwitz – Leuna – Trebnitz – Merseburg – Meuschau – Freiimfelde – Schkopau – Korbetha – Hohenweiden – Rockendorf – Holleben – Halle – Kröllwitz – Lettin – Brachwitz – Schiepzig – Salzmünde – Pfützthal – Döblitz – Zaschwitz – Wettin – Kloschwitz – Rumpin – Dobis – Friedeburg – Zickeritz – Rothenburg – Nelben – Gnölbzig – Trebnitz – Alsleben – Poplitz – Großwirschleben – Plötzkau – Gröna – Neuborna – Bernburg – Dröbel – Nienburg – Wedlitz – Damaschke Plan – Wispitz – Calbe – Trabitz – Groß Rosenburg – Werkleitz